# RK Metaloplastika Šabac
El Metaloplastika de Šabac es un club serbio de balonmano ubicado en la localidad de Šabac. En los años ochenta fue el club yugoslavo más importante, logrando títulos tanto a nivel nacional como europeo.

## Historia[1]

### Inicios (Partizan Šabac y Mačva Šabac)
El Metaloplastika se fundó en 1958 como una sociedad polideportiva llamada Partizan. En 1961 se reorganizó esta sociedad, y en 1962 la sección de balonmano se independizó como club, jugando la competición liguera 1962-63 en la zona de Belgrado. El club jugó seis temporadas como Partizan Šabac, entre 1962-63 y 1967-68, llegando a jugar en la Liga de Serbia a pesar de las dificultades económicas que padecía. El Partizan pasó a llamarse Mačva Šabac, pero siguió padeciendo dificultades económicas.

### La Metaloplastika se hace cargo
Al acabar la temporada 1969-70 el club iba camino de la desaparición cuando la empresa Metaloplastika se hizo cargo del mismo. En una asamblea extraordinaria celebrada el 27 de agosto de 1970 se aprobó el cambio de nombre (a partir de entonces Metaloplastika Šabac), de uniforme (con los colores azul y blanco) y el nuevo presidente, Aleksandar Trifunovič. Con nuevas instalaciones y sin preocupaciones económicas la Metaloplastika se hizo con el campeonato de la zona del Danubio en 1970-71, bajo la batuta del entrenador Slobodan Pavić, clasificándose para jugar el campeonato serbio. Dos temporadas militó en la Liga Serbia, llevándose el título la campaña 1972-73 con Miladin Stanisavljević en el banquillo. Así alcanzó la Segunda División de la Liga Yugoslava. En su primera temporada en la categoría (1973-74) la Metaloplastika arrasó, logrando 20 victorias en 26 encuentros, con un pabellón de Šabac prácticamente lleno en todos los partidos; siete son los puntos de diferencia con respecto al subcampeón, el Borac de Uroševac. El ascenso a la Primera División de Yugoslavia era un hecho.

### En la Primera División yugoslava
En su primera temporada en Primera División la Metaloplastika logró la novena plaza con 26 puntos (1974-75). Tanto esta campaña como la siguiente (1975-76) el club jugó sus encuentros fuera de Šabac, bien en Belgrado o en Valjevo; en esta última el club sufrió, pero finalmente se inauguró su nueva casa, el Pabellón Zorka de Šabac, con un empate a veintinueve frente al Banja Luka el 9 de mayo de 1976; la temporada 1975-76 finalizó con 23 puntos en el casillero y el décimo puesto. En la temporada 1976-77 la Metaloplastika cambió de entrenador, ocupando el banquillo Jezdimir Stanković; el nuevo entrenador dio paso a jugadores jóvenes, y estos respondieron con un sexto puesto, la mejor clasificación en liga del club hasta el momento. Esa misma temporada el equipo juvenil se proclamó campeón de Serbia. La temporada siguiente (1977-78) la Metaloplastika alcanzó la quinta plaza, de nuevo la mejor de su historia. Sin embargo, las dos siguientes temporadas (1978-79 y 1979-80) la Metaloplastika lucha por evitar el descenso a Segunda, con Petar Fajfrić primero, y Sead Hasanefendić después, en el banquillo.

### La época dorada
Veselin Vujović llegó al club en julio de 1979, abriendo el camino a la generación que más éxitos ha dado al club. A pesar de que la temporada 1979-80 la Metaloplastika luchó en el campeonato liguero por evitar el descenso, en la competición de Copa las cosas fueron diferentes, y tras eliminar a Vardar Skopje y Dinamo Pancevo, en la final venció al Aero Celje por 28-19. El club logró su primer título con el dúo Sead Hasanefendić y Vasilije Savić en el banquillo.
En su primera participación europea, en la Recopa de 1980-81, la Metaloplastika eliminó al Rapp Trondheim noruego y al Elektromos Budapest húngaro antes de caer en semifinales ante el Empor Rostock de Alemania Oriental (los seis goles de ventaja logrados en Šabac fueron insuficientes, perdiendo por siete en Rostock); en la liga finalizó cuarto, con 30 puntos, con Stanković de nuevo en el banquillo.
La temporada 1981-82 se saldó con el primer título de Liga. De la mano de Đorđe Vučinić y Zoran Živković en el banquillo, en la primera y en la segunda parte de la temporada respectivamente, la Metaloplastika igualó el récord de 44 puntos que hasta entonces tenía el Partizan Bjelovar, con solo dos derrotas en 26 partidos.
Un nuevo título de Liga y otro de Copa fueron conquistados en 1982-83, siendo semifinalista de la Copa de Europa tras eliminar al Steaua Bucarest rumano y al Honvéd Budapest húngaro antes de caer eliminado por el CSKA Moscú soviético.
En 1983-84 se repitieron los títulos de Liga y Copa, a los que se añadió el subcampeonato de Europa tras perder la final frente al Dukla Praga en la tanda de penalties; anteriormente el equipo había eliminado al Kiel de Alemania Federal y al Honvéd Budapest húngaro.
La temporada 1984-85 la Metaloplastika se hizo con el título de Liga con un récord de 47 puntos, haciéndose también con la Copa, así como con su primera Copa de Europa: tras eliminar al Škoda Pilsen checoslovaco, al Steaua Bucarest rumano y al FH Hafnarfjörður islandés, venció en la final al At. Madrid.
En 1985-86 batieron su propio récord de puntos para hacerse con la Liga, totalizando 49 de 52 puntos posibles; también se hicieron de nuevo con la Copa, así como con su segunda Copa de Europa al vencer en la final al Wybrzeze Gdansk polaco después de dejar en el camino al Borac Banja Luka yugoslavo, Magdeburg de Alemania Oriental y Steaua Bucarest de Rumanía.
Las dos siguientes temporadas (1986-87 y 1987-88) el equipo empezó su declive, logrando los títulos ligueros ambas temporadas, pero sin revalidar el título de Copa y cayendo en semifinales de la Copa de Europa. En la primera de ellas eliminó al Barcelona y al Empor Rostock de Alemania Oriental antes de ser eliminado por el Wybrzeże Gdańsk de Polonia, mientras que en la segunda eliminó al Bankasi Ankara turco y al Dukla Praga checoslovaco antes de caer ante el CSKA Moscú soviético.

### La Metaloplastika en la actualidad
La temporada 1988-89 la Metaloplastika cayó eliminada en segunda ronda de la Copa de Europa por el SKA Minsk soviético.
Tras haberse convertido en la década de los ochenta en el club dominador del balonmano yugoslavo, ganando todas las ligas entre 1982 y 1988 (convirtiéndose así en el único club en lograr siete ligas de forma consecutiva), y cinco copas entre 1980 y 1986 (cuatro de ellas de forma consecutiva, igualando así la marca del Borac Banja Luka en los años setenta) y ser una de las potencias del balonmano europeo y mundial al coronarse campeón de Europa en 1985 (ante el At. Madrid español) y 1986 (al vencer al Wybrzeże Gdańsk de Polonia), cota solo alcanzada anteriormente por el Partizan Bjelovar (en 1972) y el Borac Banja Luka (en 1977) de entre los clubes yugoslavos, y además de ser finalista en 1984 (tras perder con el Dukla Praga checoslovaco) y semifinalista en 1983, 1987 y 1988, la Metaloplastika inició un gradual declive que le ha llevado a no volver a ganar títulos nacionales ni en Yugoslavia ni en la nueva Serbia.
Tampoco ha vuelto a competir en Europa hasta las últimas temporadas. Así la temporada 2010-11 la Metaloplastika jugó la Copa EHF, eliminando al Neistin de las Feroe y al WAT Margareten Viena austríaco antes de caer en tercera ronda frente al Ciudad de Logroño.

## Palmarés
- 2 Copas de Europa (1985 y 1986).[3]
- 7 Ligas yugoslavas (1981-82, 1982-83, 1983-84, 1984-85, 1985-86, 1986-87 y 1987-88).[4]
- 5 Copas yugoslavas (1980, 1983, 1984, 1985 y 1986).
- 1 subcampeonato de Copa de Europa (1984).
- 1 Campeonato de Segunda División yugoslava (1973-74).
- 1 Liga Serbia (1972-73).

## Nombres del club
- Partizan Šabac (1958-68)
- Mačva Šabac (1968-70)
- Metaloplastika Šabac (1970-actualidad)

## Jugadores famosos
- Veselin Vujović
- Zlatko Portner
- Mirko Bašić
- Slobodan Kuzmanovski
- Mile Isaković